# Frank Hammerschlag
Frank Hammerschlag (* 28. September 1960) ist ein ehemaliger deutscher Fußballspieler.

## Karriere
Aus der Jugend von Bayer 05 Uerdingen stammend, begann der Abwehrspieler seine Fußball-Karriere beim 1. FC Viersen in der Oberliga Nordrhein, bevor er 1982 zum Ligakonkurrenten 1. FC Bocholt wechselte. Dort wurde er Niederrheinpokalsieger und nahm als Vizemeister der Oberliga an der deutschen Amateurmeisterschaft teil. Im Sommer 1983 wechselte er in den Profifußball zum MSV Duisburg. In der Duisburger Abstiegssaison 1985/86 schloss er sich noch vor der Winterpause dem Ligarivalen Tennis Borussia Berlin an, mit dem er jedoch ebenfalls einen Abstiegsplatz belegte. Daraufhin wechselte er zum SC Fortuna Köln. Frank Hammerschlag absolvierte in den Jahren 1983 bis 1987 insgesamt 118 Spiele in der 2. Fußball-Bundesliga und erzielte dabei sieben Tore. Nach seiner Rückkehr ins Amateurlager spielte er für den Rheydter Spielverein, mit dem er 1990 erneut Oberliga-Vizemeister wurde und bei der deutschen Amateurmeisterschaft bis ins Endspiel kam. 1994 übernahm er beim Rheydter SV auch das Traineramt.

## Stationen
- 1974–1980 Bayer 05 Uerdingen
- 1980–1982 1. FC Viersen
- 1982–1983 1. FC Bocholt
- 1983–1985 MSV Duisburg
- 1985–1986 Tennis Borussia Berlin
- 1986–1987 SC Fortuna Köln
- 1988–1994 Rheydter SV